# Si tu t'appelles Mélancolie
Singles de Joe Dassin
C'est du mélo
(1974) L'Été indien
(1975)
Pistes de Si tu t'appelles Mélancolie
Vade retro
(1) Messieurs les jurés
(3)
Si tu t'appelles Mélancolie est une chanson interprétée par Joe Dassin parue en 1974 sur l'album Si tu t'appelles Mélancolie. Cette reprise de la chanson Please Tell Her du duo Shepstone & Dibbens est écrite par Claude Lemesle et Pierre Delanoë. Cette chanson est parue en face B du 45 tours Vade retro.
Elle s'est écoulée à plus de 300 000 exemplaires en France.

## Classements
| Classement (1975)                      | Meilleure position |
| -------------------------------------- | ------------------ |
| Belgique (Flandre Ultratop 50 Singles) | 8                  |
| Belgique                               | 4                  |
| France (IFOP)                          | 4                  |